# پاتریشیا همارووا
پاتریشیا همارووا (انگلیسی: Patrícia Hmírová؛ زادهٔ ۳۰ نوامبر ۱۹۹۳) بازیکن فوتبال اهل اسلواکی است.
وی همچنین در تیم‌های ملی فوتبال Slovakia women's national under-19 football team و Slovakia women's national football team بازی کرده‌است.